# Теннис на летней Универсиаде 2025
Теннис на летней Универсиаде 2025 — соревнования по теннису в рамках летней Универсиады 2025 года прошли с 17 по 26 июля 2025 года в немецком городе Эссен, на территории теннисного центра. Были разыграны 7 комплектов наград.

## История
Турнир по теннису на Универсиадах постоянно входят в соревновательную программу. Этот вид программы является обязательным для летних Универсиад.
Первые золотые медали в теннисе были вручены ещё в Турине в 1959 году.
На прошлой Универсиаде в Чэнду безоговорочную победу одержали азиатские спортсмены.
Программа настоящих игр по сравнению с предыдущими не изменилась.

## Правила участия
Теннисные соревнования будут организованы в соответствии с последними техническими правилами Международной федерации тенниса (ITF).
Соревновательная программа определена следующим образом,
1. Командный турнир:
- Мужской командный турнир
- Женский командный турнир

2. Индивидуальный турнир:
- Мужские соревнования: одиночное и парное
- Женские соревнования: одиночное и парное
- Микст

Каждая страна имеет право заявить максимум двух женщин и двоих мужчин.
Зачёт в командных соревнованиях будет произведён по результатам выступлений в одиночных, парных и смешанных состязаниях.
Одиночные матчи будут сыграны из трех (3) сетов. Тай-брейк будет использоваться во всех сетах. Парные матчи будут сыграны также из трех (3) сетов.
В соответствии с Положением FISU, теннисисты должны соответствовать следующим требованиям для участия во Всемирной универсиаде (статья 5.2.1):
- До соревнований допускаются студенты обучающиеся в настоящее время в высших учебных заведениях, либо окончившие ВУЗ не более года назад.
- Все спортсмены должны быть гражданами страны, которую они представляют.
- Участники должны быть старше 17-ти лет, но младше 28-ми лет на 1 января 2025 года (то есть допускаются только спортсмены родившиеся между 1 января 1997 года и 31 декабря 2008 года).

## Медалисты

### Одиночные турниры
| Категория             | Золото                        | Серебро                                                   | Бронза                       |
| Мужчины см. подробнее | Джей Дилан Хара Фриенд Япония | Тоби Самуэль Великобритания                               | Джеймс Коннел Великобритания |
| Мужчины см. подробнее | Джей Дилан Хара Фриенд Япония | Тоби Самуэль Великобритания                               | Алессио Васкес Германия      |
| Женщины см. подробнее | Эстер Мери Словакия           | Алевтина Ибрагимова Индивидуальные нейтральные спортсмены | Яна Отципка Бельгия          |
| Женщины см. подробнее | Эстер Мери Словакия           | Алевтина Ибрагимова Индивидуальные нейтральные спортсмены | Вайшнави Адкар Индия         |

### Парные турниры
| Категория             | Золото                                                           | Серебро                         | Бронза                                                                   |
| Мужчины см. подробнее | Индивидуальные нейтральные спортсмены Егор Агафонов Илья Симакин | Турция Мерт Алкая Тунджай Дуран | Швеция Джон Габелик Никола Славич                                        |
| Мужчины см. подробнее | Индивидуальные нейтральные спортсмены Егор Агафонов Илья Симакин | Турция Мерт Алкая Тунджай Дуран | Италия Фабио Де Микеле Мариано Таммаро                                   |
| Женщины см. подробнее | Япония Анж Оби Каджуру Канон Ямагути                             | Тайвань Ли Ю-Юнь Линь Фан-ань   | Китай Ли Цзунъюй Яо Синьсинь                                             |
| Женщины см. подробнее | Япония Анж Оби Каджуру Канон Ямагути                             | Тайвань Ли Ю-Юнь Линь Фан-ань   | Индивидуальные нейтральные спортсмены Алевтина Ибрагимова Ксения Зайцева |
| Микст см. подробнее   | Япония Нацуки Есимото Джей Дилан Хара Фриенд                     | Кения Анджела Окутойи Каэль Шах | Португалия Мария де Либорио Гарсия Педро Араужо                          |
| Микст см. подробнее   | Япония Нацуки Есимото Джей Дилан Хара Фриенд                     | Кения Анджела Окутойи Каэль Шах | Чехия Каролина Кубанова Ян Джермар                                       |

### Командные турниры
| Категория             | Золото | Серебро | Бронза |
| Мужчины см. подробнее |        |         |        |
| Женщины см. подробнее |        |         |        |

## Медальный зачёт в теннисе
*   Принимающая страна (Германия)
| Место           | Страна               | Золото | Серебро | Бронза | Всего |
| --------------- | -------------------- | ------ | ------- | ------ | ----- |
| 1               | Япония               | 3      | 1       | 0      | 4     |
| –               | AIN                  | 1      | 1       | 1      | 3     |
| 2               | Словакия             | 1      | 0       | 0      | 1     |
| 3               | Кения                | 0      | 1       | 0      | 1     |
| 3               | Китайская Республика | 0      | 1       | 0      | 1     |
| 3               | Турция               | 0      | 1       | 0      | 1     |
| 6               | Бельгия              | 0      | 0       | 1      | 1     |
| 6               | Великобритания       | 0      | 0       | 1      | 1     |
| 6               | Германия*            | 0      | 0       | 1      | 1     |
| 6               | Индия                | 0      | 0       | 1      | 1     |
| 6               | Италия               | 0      | 0       | 1      | 1     |
| 6               | Китай                | 0      | 0       | 1      | 1     |
| 6               | Португалия           | 0      | 0       | 1      | 1     |
| 6               | Чехия                | 0      | 0       | 1      | 1     |
| 6               | Швеция               | 0      | 0       | 1      | 1     |
| Всего стран: 14 | Всего стран: 14      | 5      | 5       | 10     | 20    |